# .si
.si је највиши Интернет домен државних кодова (ccTLD) за Словенију. За администрирање је надлежан ARNES, Академска и истраживачка мрежа Словеније.